# Interchalet

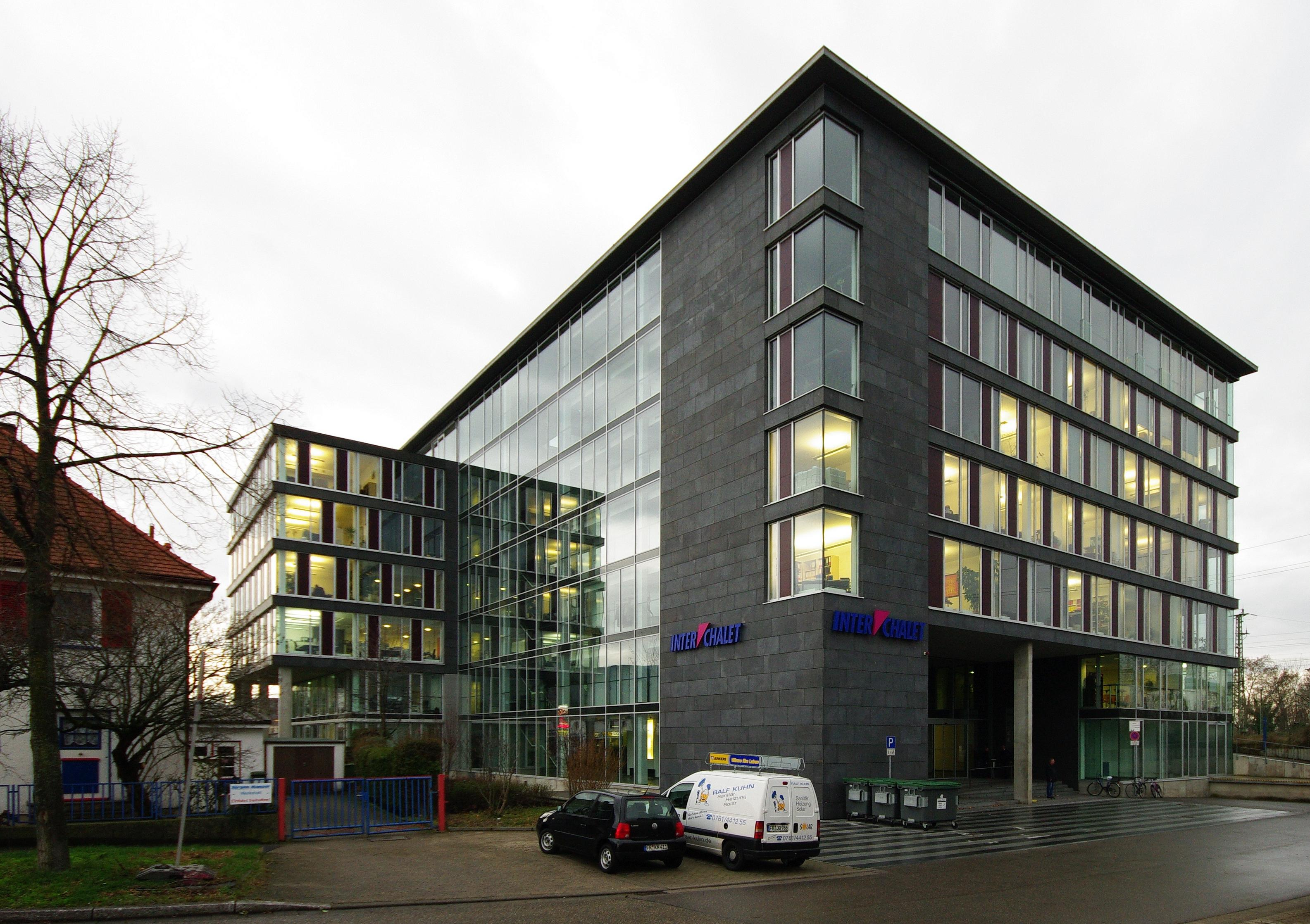
Firmensitz in Freiburg 2009

Interchalet war eine Marke der Interhome | HHD AG. Die HHD GmbH (Interchalet, ehemals Inter Chalet Ferienhaus-Gesellschaft mbH) ist ein Touristikunternehmen mit Sitz in Freiburg im Breisgau, das Urlaub im Ferienhaus anbietet.
Das Portfolio besteht aus rund 40.000 Ferienhäusern und -wohnungen in über 20 Ländern. 
Interchalet wurde 1974 vom ehemaligen Geschäftsführer Michael Heines gegründet. Das Unternehmen bietet Ferienhäuser, Ferienwohnungen und Ferienanlagen weltweit zur Buchung an: Auf seiner Website und in den jährlich erscheinenden sieben Katalogen sowie über Plattformen wie beispielsweise Booking und Airbnb und im Reisebüro.
Im August 2011 teilte die Freiburger Kanzlei von Friedrich Graf von Westphalen und Partner mit, dass 27 % der Geschäftsanteile von Interchalet zum 1. November 2011 für einen geheim gehaltenen Kaufpreis an das Schweizer Unternehmen Hotelplan Group, eine Tochter der Migros-Gruppe, veräußert werden und zwei Jahre später die restlichen Anteile folgen sollen. Die vollständige Übernahme wurde zum 1. November 2013 vollzogen.
Zum 1. November 2015 übergab der Gründer Michael Heines die alleinige Geschäftsleitung der Inter Chalet Ferienhaus-Gesellschaft mbH an Jytte Kolbe-Toft.
Die Nachfolgeorganisation HHD GmbH wird gemeinsam als Geschäftsführer von Jörg Herrmann und Michael Figlestahler geleitet.
Per 31. Oktober 2024 ging die Marke Interchalet in die Marke Interhome über, um allen Gästen ein einheitliches Markenerlebnis zu bieten.